# Naval Base San Diego
| Sigill och flygfoto över Naval Base San Diego |  | Sigill och flygfoto över Naval Base San Diego |
| Sigill och flygfoto över Naval Base San Diego |  |                                               |

Naval Base San Diego även benämns som 32nd Street Naval Station, är en marinbas tillhörande USA:s flotta belägen inne i San Diego i delstaten Kalifornien. Basen är den största örlogshamnen i San Diego County och är huvudhamn för drygt 50 ytfartyg i Stillahavsflottan.
Den omfattar en areal på 3,95 km² på land och 1,32 km² vattenyta, fördelat på 13 pirar. Den sammanlagda personalstyrkan uppgår till 24 000 militärer och mer än 10 000 civilanställda. 
Naval Base San Diego är dock inte den enda marinbasen i San Diego, hangarfartygen har sin hemmahamn vid Naval Air Station North Island, attackubåtarna vid Naval Base Point Loma och specialförbanden i Navy SEALs vid Naval Amphibious Base Coronado.

## Bakgrund
Basen inrättades den 23 februari 1922 då tillförordnade marinministern Theodore Roosevelt, Jr. utfärdade en generalorder som instiftade den som U.S. Destroyer Base, San Diego, dvs som en örlogsbas primärt för jagare. Verksamheten expanderade kraftigt under andra världskriget och 1943 byttes namnet ut till U.S. Repair Base, San Diego då reparationer av örlogsfartyg bättre återspeglade verksamhetens natur. 1946 skedde ännu ett namnbyte till Naval Station, San Diego. I samband med en omorganisation 1994, efter nedläggningen av örlogsvarvet vid Long Beach i Los Angeles County, kom nästa namnbyte till Naval Base San Diego.
I juli 2020 utbröt en större brand på amfibiefartyget USS Bonhomme Richard (LHD-6) som låg vid kaj.

## Se även

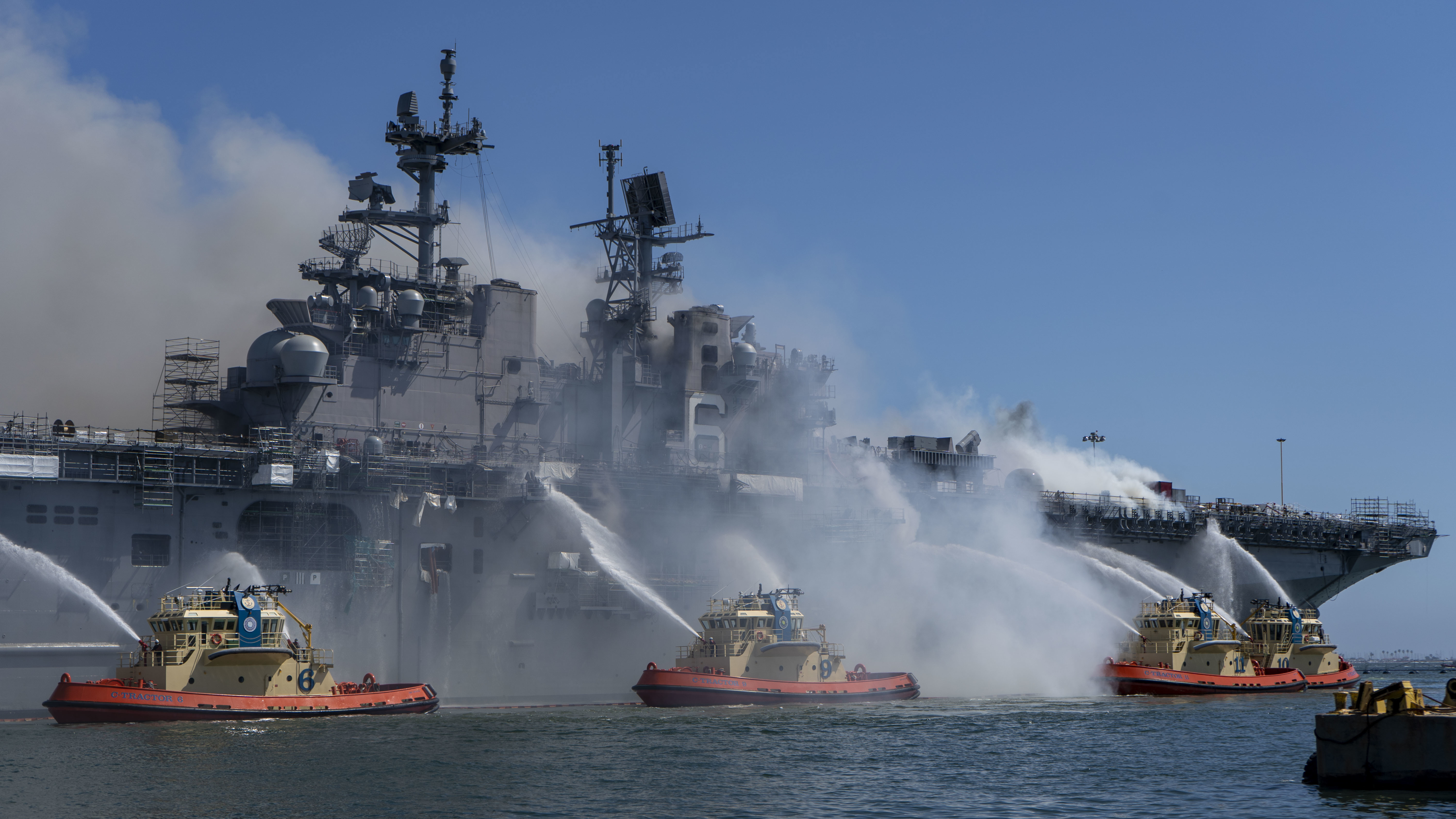
Släckning av branden ombord på amfibiefartyget i juli 2020.

## Fartyg (urval)
| - USS Bunker Hill (CG-52) - USS Mobile Bay (CG-53) - USS Lake Champlain (CG-57) - USS Princeton (CG-59) - USS Cowpens (CG-63) - USS Chosin (CG-65) - USS Lake Erie (CG-70) - USS Cape St. George (CG-71) - USS Russell (DDG-59) - USS Paul Hamilton (DDG-60) - USS Fitzgerald (DDG-62) - USS Stethem (DDG-63) - USS Decatur (DDG-73) - USS Higgins (DDG-76) - USS O'Kane (DDG-77) - USS Howard (DDG-83) - USS Shoup (DDG-86) - USS Pinckney (DDG-91) - USS Sterett (DDG-104) - USS Dewey (DDG-105) - USS Stockdale (DDG-106) - USS Spruance (DDG-111) - USS John Finn (DDG-113) - USS Zumwalt (DDG-1000) - USS Michael Monsoor (DDG-1001) | - USS Freedom (LCS-1) - USS Independence (LCS-2) - USS Fort Worth (LCS-3) - USS Coronado (LCS-4) - USS Jackson (LCS-6) - USS Montgomery (LCS-8) - USS Gabrielle Giffords (LCS-10) - USS Omaha (LCS-12) - USS Manchester (LCS-14) - USS Tulsa (LCS-16) - USS Charleston (LCS-18) - USS Cincinnati (LCS-20) - USS Kansas City (LCS-22) | - USS Essex (LHD-2) - USS Boxer (LHD-4) - USS Tripoli (LHA-7) - USS Makin Island (LHD-8) - USS San Diego (LPD-22) - USS Anchorage (LPD-23) - USS Somerset (LPD-25) - USS John P. Murtha (LPD-26) - USS Portland (LPD-27) - USS Comstock (LSD-45) - USS Rushmore (LSD-47) - USS Harpers Ferry (LSD-49) - USS Pearl Harbor (LSD-52) - USS Champion (MCM-4) - USS Pioneer (MCM-9) - USS Ardent (MCM-12) |